# Чайчині
Чайчині (Vanellinae) — підродина птахів родини сивкових (Charadriidae).

## Опис
Навколоводні птахи середнього розміру, завдовжки 25-40 см. Забарвлення, зазвичай, чітко розмежоване. Три види мають тонкий гребінь на голові. Декілька видів мають карункули (м'ясисті нарости біля основи дзьоба). Довгі ноги призначені для пересування на мілководді.

## Класифікація
Підродина містить 25 видів у двох родах: 
Рід Чайка (Vanellus)
- Чайка чубата, Vanellus vanellus
- Чайка вусата, Vanellus albiceps
- Чайка чилійська, Vanellus chilensis
- Чайка сіра, Vanellus cinereus
- Чайка вінценосна, Vanellus coronatus
- Чайка білоголова, Vanellus crassirostris
- Чайка річкова, Vanellus duvaucelii
- Чайка індійська, Vanellus indicus
- Чайка білошия, Vanellus miles
- Чайка шпорова, Vanellus spinosus
- Чайка білогорла, Vanellus tricolor
- Чайка строката, Vanellus armatus
- Чайка чорночуба, Vanellus tectus
- Чайка малабарська, Vanellus malabaricus
- Чайка мала, Vanellus lugubris
- Чайка чорнокрила, Vanellus melanopterus
- Чайка сенегальська, Vanellus senegallus
- Чайка чорноголова, Vanellus melanocephalus
- Чайка рудогруда, Vanellus superciliosus
- Чайка яванська, Vanellus macropterus
- Чайка степова, Vanellus gregarius
- Чайка білохвоста, Vanellus leucurus
- Чайка каєнська, Vanellus cayanus
- Чайка андійська, Vanellus resplendens

Рід Чорногруда чайка (Erythrogonys)
- Чайка чорногруда, Erythrogonys cinctus